# Tarbert (County Kerry)
Tarbert (irisch Tairbeart; übersetzt sinngemäß: „Portage“) ist eine Stadt im County Kerry im Südwesten der Republik Irland.

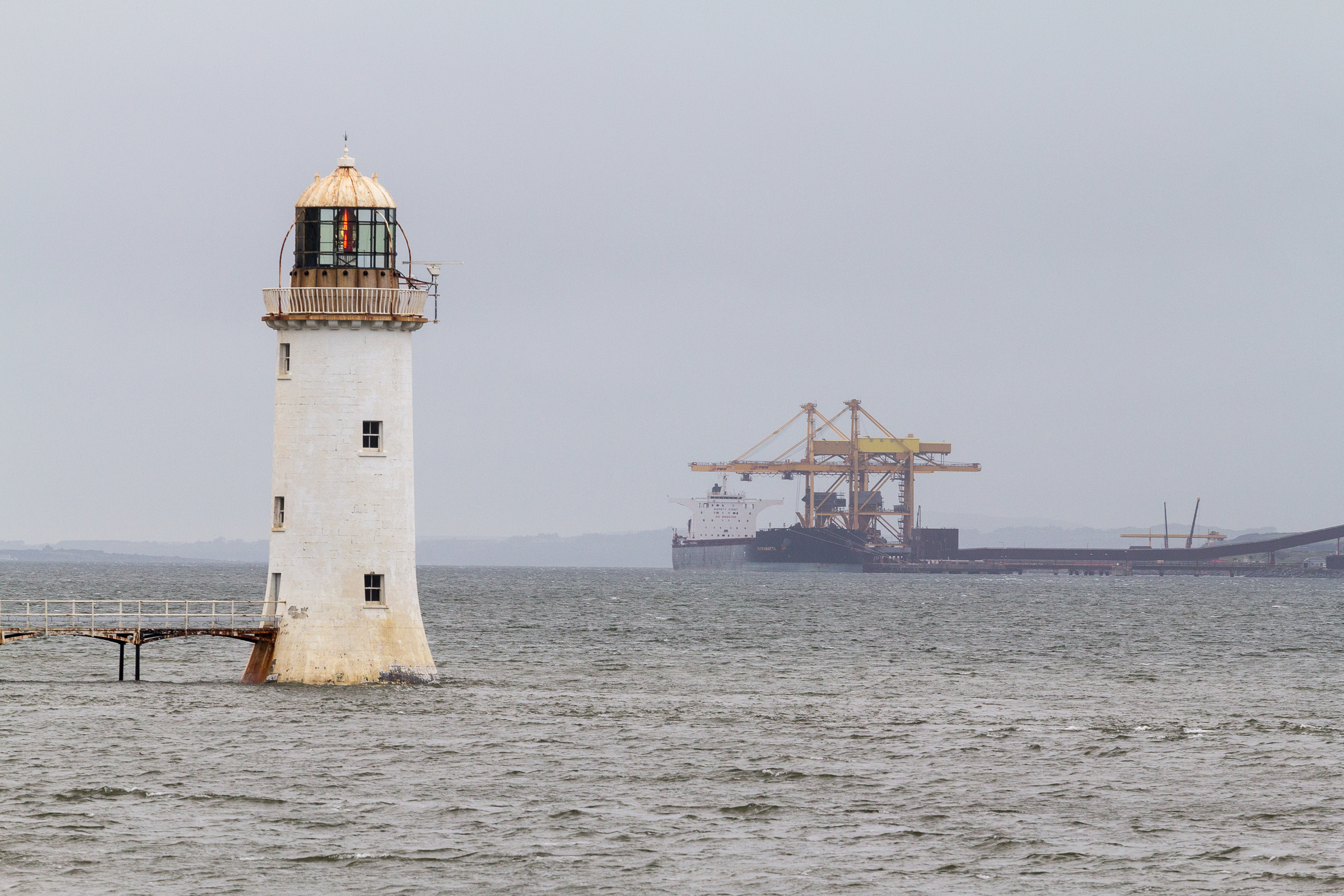
Tarbert Island Lighthouse

Tarbert (der Name kommt in Irland und im Westen Schottlands vor und bedeutet Landenge) liegt ganz im Norden der Grafschaft Kerry, am südlichen Ufer der Mündung des River Shannon. Der Ort liegt 19 km nordöstlich von Listowel, an der N69 von Limerick City nach Tralee. Die Einwohnerzahl des Ortes wurde bei der Volkszählung 2022 mit 546 Personen ermittelt.
Auf Tarbert Island befindet sich der seit 1834 betriebene Leuchtturm Tarbert Island Lighthouse.

## Verkehr
Von einer mit Tarbert durch eine Landbrücke verbundenen Insel aus besteht die Möglichkeit, per Fähre auf die nördliche Seite des Shannon ins County Clare überzusetzen und so einen Umweg von ca. 140 km über Limerick City zu vermeiden. Auf dieser Strecke ist Tarbert der Endpunkt der Überlandstraße N67, die in ihrem weiteren Verlauf im County Clare nahe der Atlantik-Küste in Richtung Galway City verläuft.

## Sehenswürdigkeiten

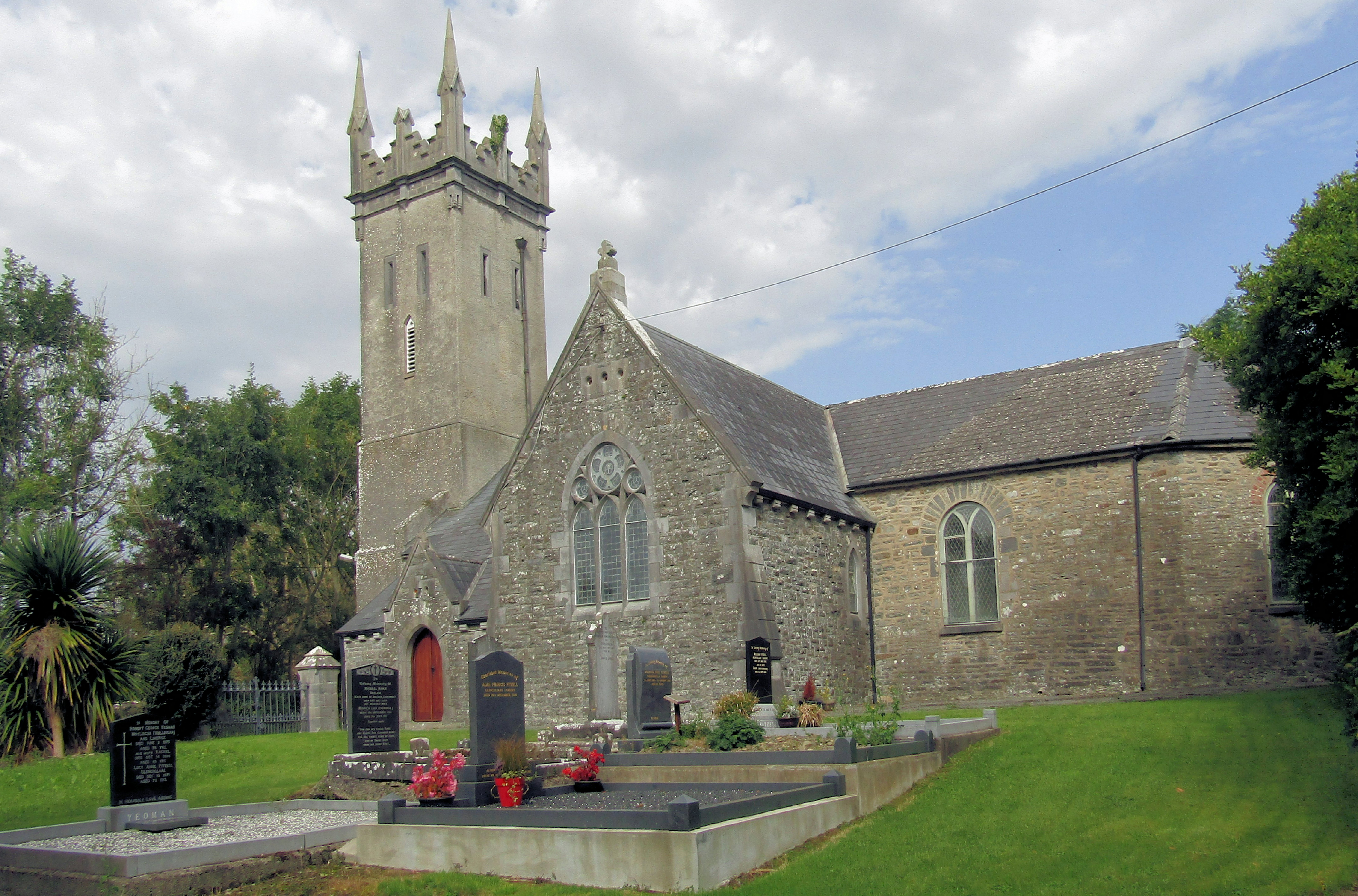
Saint Brendan's Church
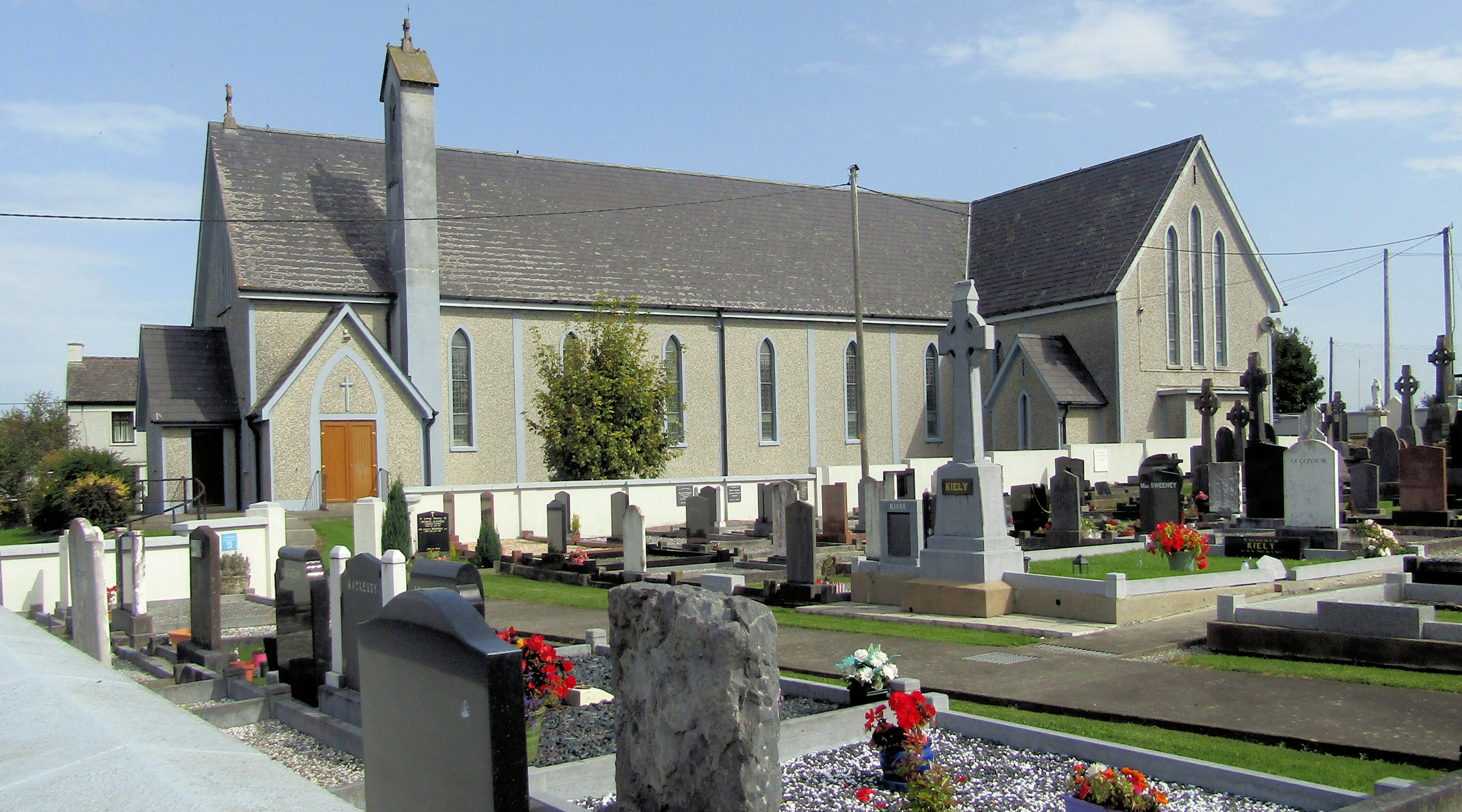
Saint Mary's Church

## Persönlichkeiten
- Edmond John Fitzmaurice (1881–1962), irisch-US-amerikanischer Geistlicher, vierter Bischof von Wilmington